# World, Hold On
"World, Hold On (Children of the Sky)" é uma canção do DJ e produtor francês Bob Sinclar, com participação de Steve Edwards. Foi lançado em 6 de Junho de 2006 como segundo single principal para o álbum Western Dream. Um remix da canção produzido por E-Smoove foi nomeada para o prêmio do Grammy Award de 2007. como Melhor Gravação Remixada (Best Remixed Recording), Non-Classical. A faixa encerrou o ano de 2006 na 15a posição entre as mais tocadas no México. A faixa também está presente como uma das trilhas sonoras do filme Noah's Arc: Jumping The Broom.

## Vídeo musical
Dirigido pelo francês Denis Thybaud e produzido pela companhia francesa Cosa, o clipe da música World, Hold On inclui o mirim David Beaudoin - o mesmo garoto que apareceu nos clipes musicais de Bob Sinclar, como "Love Generation" e "Rock This Party". No videoclipe, o garoto acorda e percebe no noticiário, que a terra vai ser destruída por um meteoro. Ele decide construir sua própria nave espacial e leva o seu cão junto com ele. Durante a construção da nave, os brinquedos saem de debaixo da cama do menino, e começam a dançar, enquanto Bob Sinclar aparece no vídeo como uma pessoa pequena que toca a música World, Hold On, usando cookies como discos. O menino não toma conhecimento de nenhum dos brinquedos ou, até mesmo, de Bob Sinclar. O garoto, então lança a nave espacial e dispara através do Sistema Solar. O Sistema Solar parece exatamente como o poster no quarto do menino. Todos os planetas são rotulados com informações que incluem dados de diâmetro e outros. No espaço exterior, ele vê o meteoro se aproximando da Terra. Ele atira centenas de bolas de basquete no meteoro, destrói, e salva a Terra. Ele, então, pousa a nave em seu quarto. De volta à Terra, ele recebe uma recompensa e cobertura da mídia, apresentando-o como um herói. Enquanto ele está recebendo elogios, sua mãe chega e beija na bochecha. Sua mãe o acorda e faz com que ele perceba que foi tudo um sonho. O vídeo foi filmado em fevereiro de 2006.

## Formatos e lista de faixas

### França
(Yellow; YP 219; Vinyl, 12"; lançado em 15 de Março de 2006)
- A World, Hold On (Children Of The Sky) (Club Mix) - 8:06
- B World, Hold On (Children Of The Sky) (Extended Club Mix) - 8:35

(Yellow; 11080; CD, Single, Promo; lançado em 2006)
1. World, Hold On (Children Of The Sky) [Radio Edit - Long Version] - 3:33
2. World, Hold On (Children Of The Sky) [Radio Edit-Short Version] - 3:18

### Bélgica
(Legato; LGT 5107; Vinyl, 12"; lançado em Março de 2006)
- A World, Hold On (Children Of The Sky) (Club Mix) - 8:06
- B World, Hold On (Children Of The Sky) (Extended Club Mix) - 8:35

### Espanha
(Vendetta; VENMX 695 (N); Vinyl, 12"; lançado em Março de 2006)
- A World, Hold On (Children Of The Sky) (Club Mix) - 8:06
- AA World, Hold On (Children Of The Sky) (Club Mix 2) - 8:35

### Bélgica
(541; 541416 501514; CD, Maxi-Single; lançado em 20 de Abril de 2006)
1. World, Hold On (Children Of The Sky) (Video Edit) - 3:36
2. World, Hold On (Children Of The Sky) (Radio Edit) - 3:21
3. World, Hold On (Children Of The Sky) (Club Mix) - 8:06
4. World, Hold On (Children Of The Sky) (Extended Club Mix) - 8:35

### Austrália
(Hussle; HUSSYCD5074; CD, Single; lançado em 3 de Junho de 2006)
1. World, Hold On (Children Of The Sky) (Radio Edit) - 3:21
2. World, Hold On (Children Of The Sky) (Club Version) - 8:06

### Reino Unido
(Defected; DFTD132; Vinyl, 12"; lançado em Junho de 2006)
- A1 World, Hold On (Children Of The Sky) (Original) - 6:35
- A2 World, Hold On (Children Of The Sky) (Richard Earnshaw Remix) - 8:54
- B1 World, Hold On (Children Of The Sky) (Sergio Flores Epic Club Mix) - 6:53
- B2 World, Hold On (Children Of The Sky) (Sergio Flores AM Dub)

(Defected; DFTD132CDX; CD, Maxi-Single, Enhanced, CD2; lançado em Junho de 2006)
1. World, Hold On (Children Of The Sky) (Original) - 6:35
2. World, Hold On (Children Of The Sky) (Sergio Flores Epic Club Mix) - 6:53
3. World, Hold On (Children Of The Sky) (Bob Sinclar vs. Harlem Hustlers Remix) - 6:50
4. World, Hold On (Children Of The Sky) (E-Smoove Vocal Mix) - 6:46
5. World, Hold On (Children Of The Sky) (Axwell Vocal Remix) - 6:27
6. World, Hold On (Children Of The Sky) (Richard Earnshaw Remix) - 6:23

- Video World, Hold On (Children Of The Sky) - 3:37

(Defected; DFTD132CDS; CD, Single, CD1; lançado em 3 de Julho de 2006)
1. World, Hold On (Children Of The Sky) (Radio Edit) - 3:20
2. World, Hold On (Children Of The Sky) (Club Edit) - 6:35

### Estados Unidos
(Tommy Boy; TB 2505-0; Vinyl, 12"; lançado em Agosto de 2006)
- A World, Hold On (Children Of The Sky) (Rosabel Vocal Mix) - 9:52
- B World, Hold On (Children Of The Sky) (Ralphi Rosario Dub) - 11:08

### Itália
(D:vision; DV 455; Vinyl, 12", 45 RPM; lançado em 2006)
- A World, Hold On (Children Of The Sky) (Club Mix) - 8:06
- B World, Hold On (Children Of The Sky) (Extended Club Mix) - 8:35

(D:vision; 9858286; CD, Maxi-Single, Enhanced; lançado em 2006)
1. World, Hold On (Radio Edit) - 3:33
2. World, Hold On (Club Mix) - 8:06
3. World, Hold On (Axwell Remix) - 7:30
4. World, Hold On (David Guetta Remix) - 7:29
5. World, Hold On (Wally Lopez Dub Mix) - 9:14
6. World, Hold On (Video)

### Alemanha
(Yellow/Hedonism; B652368/HED 018; Vinyl, 12"; lançado em 11 de Maio de 2006)
- A1 World, Hold On (Extended Club Mix) - 8:35
- A2 World, Hold On (Axwell Remix) - 7:28
- B1 World, Hold On (David Guetta & Joachim Garraud Remix) - 7:26
- B2 World, Hold On (Wally Lopez Dub Mix) - 9:14

(Mach1; B652368-01; Vinyl, 12"; lançado em 2006)
- A1 World, Hold On (Children Of The Sky) (Extended Club Mix) - 8:35
- A2 World, Hold On (Children Of The Sky) (Axwell Remix) - 7:28
- B1 World, Hold On (Children Of The Sky) (David Guetta Remix) - 7:26
- B2 World, Hold On (Children Of The Sky) (Wally Lopez Dub Mix) - 9:14

(Mach1; 1000085MA1; CD, Maxi-Single, Enhanced; lançado em 2006)
1. World, Hold On (Children Of The Sky) (Radio Edit) - 3:18
2. World, Hold On (Children Of The Sky) (Club Mix) - 8:00
3. World, Hold On (Children Of The Sky) (Axwell Remix) - 7:28
4. World, Hold On (Children Of The Sky) (David Guetta Remix) - 7:28

- Video World, Hold On (Children Of The Sky)

Créditos
(P)&(C) Yellow Productions/Mach 1 Records GmbH/Ministry of Sound Recordings (Germany) GmbH
Distribuído na Áustria pela Edel
Distribuído na Alemanha pela Musikvertrieb AG

### Dinamarca
(disco:wax; PR 015928; CD, Maxi-Single, Promo; lançado em 2006)
1. World, Hold On (Radio Edit) - 3:22
2. World, Hold On (Club Mix) - 8:07
3. World, Hold On (Axwell Vocal Remix) - 7:32
4. World, Hold On (David Guetta & Joachim Garraud Remix) - 7:30
5. World, Hold On (Wally Lopez Factomania Vocal Remix) - 10:32
6. World, Hold On (Wally Lopez Factomania Dub Remix) - 9:14

e blá blá blá *-*

## Desempenho das paradas
A canção ficou na 9a posição na lista de singles do Reino Unido, seu pico em julho.

### Posições nas paradas
| Paradas (2006)                              | Melhores posições |
| ------------------------------------------- | ----------------- |
| Austrália (ARIA)                            | 19                |
| Áustria (Ö3 Austria Top 75)                 | 17                |
| Bélgica (Ultratop 50 de Flandres)           | 3                 |
| Bélgica (Ultratop 50 da Valônia)            | 3                 |
| ERRO: DEVE FORNECER ano PARA PARADA checa   | 8                 |
| Finlândia (Suomen virallinen lista)         | 7                 |
| Dinamarca (Hitlisten)                       | 9                 |
| Europa (Billboard European Hot 100 Singles) | 4                 |
| França (SNEP)                               | 2                 |
| Itália (FIMI)                               | 4                 |
| Países Baixos (Single Top 100)              | 8                 |
| Noruega (VG-lista)                          | 15                |
| Polônia - Airplay Chart                     | 1                 |
| Romênia - Romanian Top 100                  | 1                 |
| Espanha (PROMUSICAE)                        | 13                |
| Suécia (Sverigetopplistan)                  | 14                |
| Suíça (Schweizer Hitparade)                 | 12                |
| Reino Unido (UK Singles Chart)              | 9                 |
| Estados Unidos (Billboard Dance Club Songs) | 1                 |